# Een robot droomt
Een robot droomt (Robot Dreams) is een bundel met sciencefictionverhalen van Isaac Asimov. De verhalen zijn door Asimov zelf geselecteerd en gekwalificeerd als zijn beste werken. Hierin komen alle klassieke Asimov-thema's aan bod: van robots, reizen in tijd en ruimte, sprekende auto's tot en met intelligente computers. De bundel is geïllustreerd door Ralph McQuarrie.

## Inhoud
Inleiding
Robot vermistzie Robot vermist
Een robot droomtEen kort verhaal, speciaal geschreven voor deze gelijknamige verhalenbundel. Door een bepaalde toevoeging aan het positronische brein is een robot in staat te 'dromen'. Daar is op zich niets mis mee, maar waarover hij droomt is veel verontrustender.
Broedt daar een mens?Dr. E. Ralson wil per se opgenomen worden in een psychiatrische instelling. Hij heeft enorme zelfmoordneigingen, die hij verklaart op een wel heel absurde manier. Hij zegt dat hij besmet zou zijn doordat hij mee heeft geholpen bij de maak van een krachtveld waar zelfs atoombommen niet tegen op kunnen. Toch lijkt hij de enige met dit probleem.
GastvrouwEen Martiaan (bewoner van Mars) komt naar Aarde. Officieel is hij daar om een onderzoek te doen naar de 'remmingsdood' (een ziekte die, zo werd gedacht, enkel bij buitenaardsen voorkwam). In feite is hij daar voor een veel belangrijkere reden, die wel met de remmingsdood te maken heeft. Zijn bezoek zou een interstellaire oorlog kunnen ontketenen.
Sallyzie Sally
StakingbrekerIn de planetoïde Elsevere is leven mogelijk gemaakt en het leven verloopt er in een strak regime. Zo is iedereen verplicht het beroep van zijn vader over te nemen. Omdat men leeft in een planetoïde, is men verplicht alles te recycleren, zo ook menselijk 'afval'. Deze taak is weggelegd voor de Ragusniks. Maar omdat ze ook worden uitgesloten uit de maatschappij vanwege hun beroep, gaan ze in staking.
De machine die de oorlog wonAlgemeen wordt beschouwd dat de ontzettend grote computer Multivac de oorlog van de mensheid tegen de 'Denebianen' gewonnen heeft. Maar nu blijkt dat die computer toch niet zo feilloos is als algemeen gedacht. Zo heeft een zekere Lamar Swift de problemen met de computer op zijn eigen, wel heel bizarre manier opgelost.
Ogen kunnen meer dan zienEen mini-verhaal van amper 3 pagina's dat de heel verre toekomst schets. In die toekomst hebben mensen hun materiële gedaanten verlaten en leven ze voort als energiegolven.
Op z'n Martiaans
Kiesrecht
De grappenmakerzie De grappenmaker
De laatste vraag
Kan het een bij iets schelen?Een zeer kort verhaal van amper vier pagina's. Er wordt gewerkt aan een schip om naar de maan te sturen (in de tijd toen Asimov dit verhaal schreef was er nog geen sprake van een reis naar de maan) en onder de werklui loopt een zekere Kane rond. Het begon na verloop van tijd op te vallen dat hij eigenlijk niet meewerkte, maar de leider van dit project wil hem toch niet wegsturen omdat hij steeds op ideeën komt als Kane in de buurt is. Uiteindelijk blijkt dat Kanes motivatie om mee te 'werken' aan het schip anders is dan gedacht.
Lichtvers
Project hoofdrekenen
Sebatinsky met een S
Het lelijke jongetje
De biljartbal
Ware liefde
Het laatste antwoord
Opdat wij niet vergeten